# Klaus J. Müller
Klaus Jürgen Müller (Berlín; 6 de febrero de 1923-Bonn; 12 de marzo de 2010) fue un paleontólogo alemán. Entre 1967 y 1988 fue profesor de paleontología en la Universidad de Bonn. Fue elegido miembro extranjero de la Real Academia de las Ciencias de Suecia en 1986. 
En 1956, describió el género de conodontos del Devónico Palmatolepis.
En 1959, describió los géneros de conodontos del Cámbrico Furnishina, Hertzina y Westergaardodina, y la familia de conodontos Westergaardodinidae.
En 1960 reconoció la importancia de los estratos de Orsten del Cámbrico Superior de Suecia como yacimiento de fósiles, en los que se encontraron muchos microfósiles fosfatados bien conservados.
En 1962, describió el orden de los conodontos Paraconodontida.

## Premios y homenajes
En 2003 recibió la medalla Pander de la Pander Society, una organización informal fundada en 1967 para la promoción del estudio de la paleontología de los conodontos.
El nombre del género de conodonto Muellerilepis Bardashev & Bardasheva (2013) es un homenaje a K. J.Müller. Es el nombre genérico de reemplazo de Muellerina Bardashev & Bardasheva, 2012, que era un nombre ya en uso.